# Frederick Hervey, 4:e earl av Bristol
Frederick Augustus Hervey, 4:e earl av Bristol, född den 1 augusti 1730, död den 8 juli 1803, var en engelsk earl och biskop. Han var son till John Hervey, 2:e baron Hervey samt yngre bror till George Hervey, 2:e earl av Bristol och Augustus Hervey, 3:e earl av Bristol.
Bristol innehade sedan 1768 det rika biskopsstiftet Derry på Irland, understödde på 1780-talet demonstrativt Grattans strävanden för friare ställning åt Irland och den i samband därmed stående skarpskytterörelsen (volunteers), men bidrog senare till åstadkommandet av 1801 års union mellan Storbritannien och Irland.
Gift 1752 med Elizabeth Davers, dotter till sir Jermynd Davers, 4:e baronet, och fick sju barn med henne, däribland:
- Mary Caroline Hervey (1753–1842) , gift med John Creichton, 1:e earl Erne
- John Hervey, lord Hervey (1757–1796), morfar till Charles Ellis, 6:e baron Howard de Walden
- Elizabeth Hervey (1758–1824), 2:a gången gift med William Cavendish, 5:e hertig av Devonshire
- Frederick Hervey, 5:e earl av Bristol (1769–1859), senare markis av Bristol